# Lovčice (Kosova Hora)
Lovčice (německy Lautschitz) jsou malá vesnice, část obce Kosova Hora v okrese Příbram ve Středočeském kraji. Nachází se asi čtyři kilometry jihovýchodně od Kosovy Hory. Vesnicí protéká Lovčický potok. V roce 2011 zde trvale žilo 34 obyvatel.
Lovčice leží v katastrálním území Vysoká u Kosovy Hory o výměře 7,88 km².

## Historie
První písemná zmínka o vesnici pochází z roku 1520.

## Obyvatelstvo
| Rok            | 1869 | 1880 | 1890 | 1900 | 1910 | 1921 | 1930 | 1950 | 1961 | 1970 | 1980 | 1991 | 2001 | 2011 | 2021 |
| -------------- | ---- | ---- | ---- | ---- | ---- | ---- | ---- | ---- | ---- | ---- | ---- | ---- | ---- | ---- | ---- |
| Počet obyvatel | 202  | 198  | 190  | 163  | 163  | 144  | 114  | 109  | 94   | 79   | 67   | 54   | 45   | 34   | 40   |
| Počet domů     | 27   | 27   | 27   | 28   | 29   | 29   | 29   | 30   | 30   | 23   | 20   | 25   | 26   | 26   | 26   |

## Obecní správa
Při sčítání lidu v letech 1850–1909 Lovčice byly osadou obce Kosova Hora v okrese Sedlčany. V letech 1910–1975 byly osadou obce Vysoká, se kterým patřily nejprve do okresu Sedlčany, ale od roku 1960 v okrese Příbram. Od 1. července 1975 jsou opět částí obce Kosova Hora v okrese Příbram.

## Pamětihodnosti
Ve střední části vesnice stojí budova s čp. 1, 15, 16 a 17, která je pozůstatkem renesanční lovčické tvrze.

## Galerie

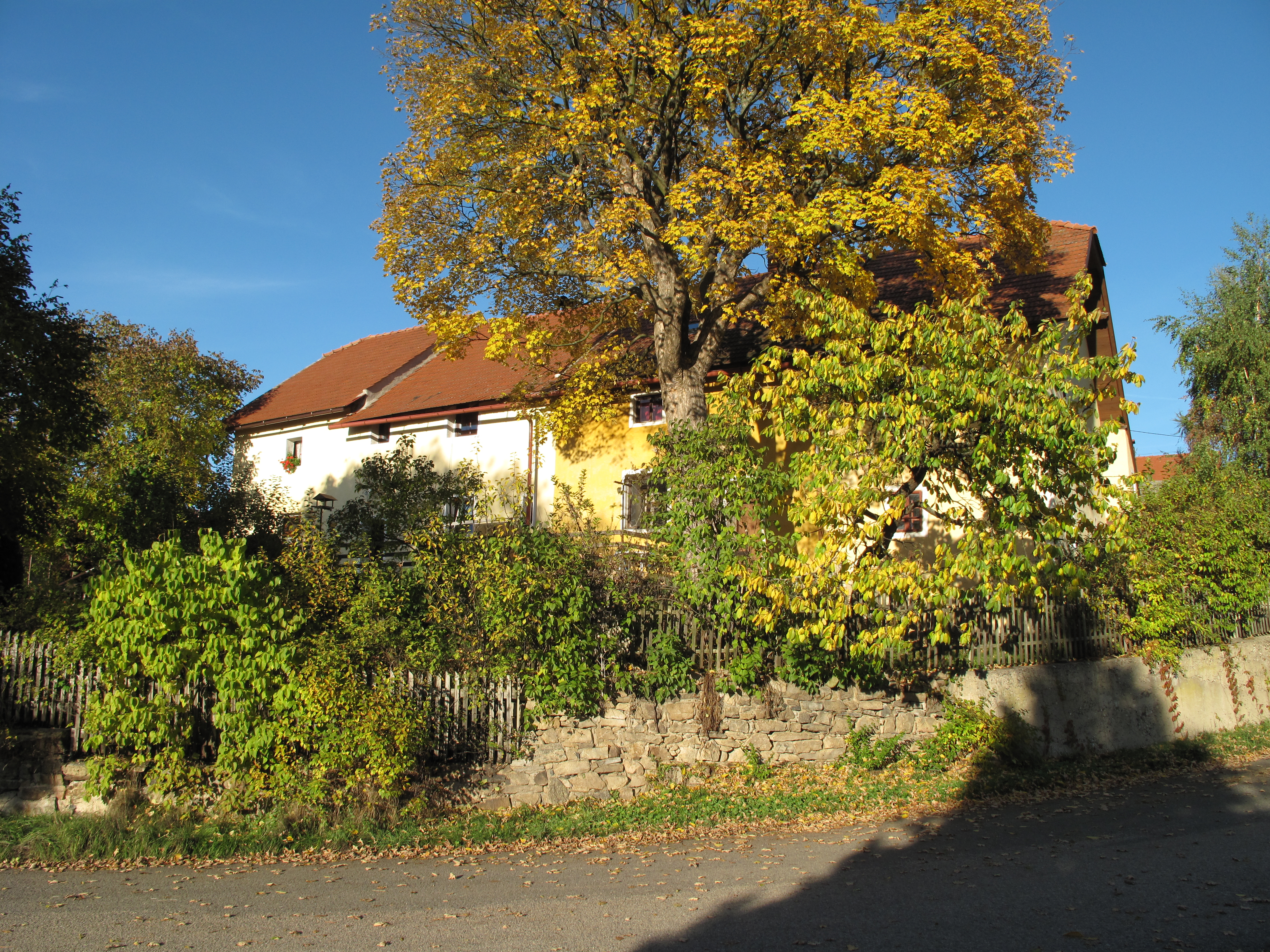
Bývalá tvrz
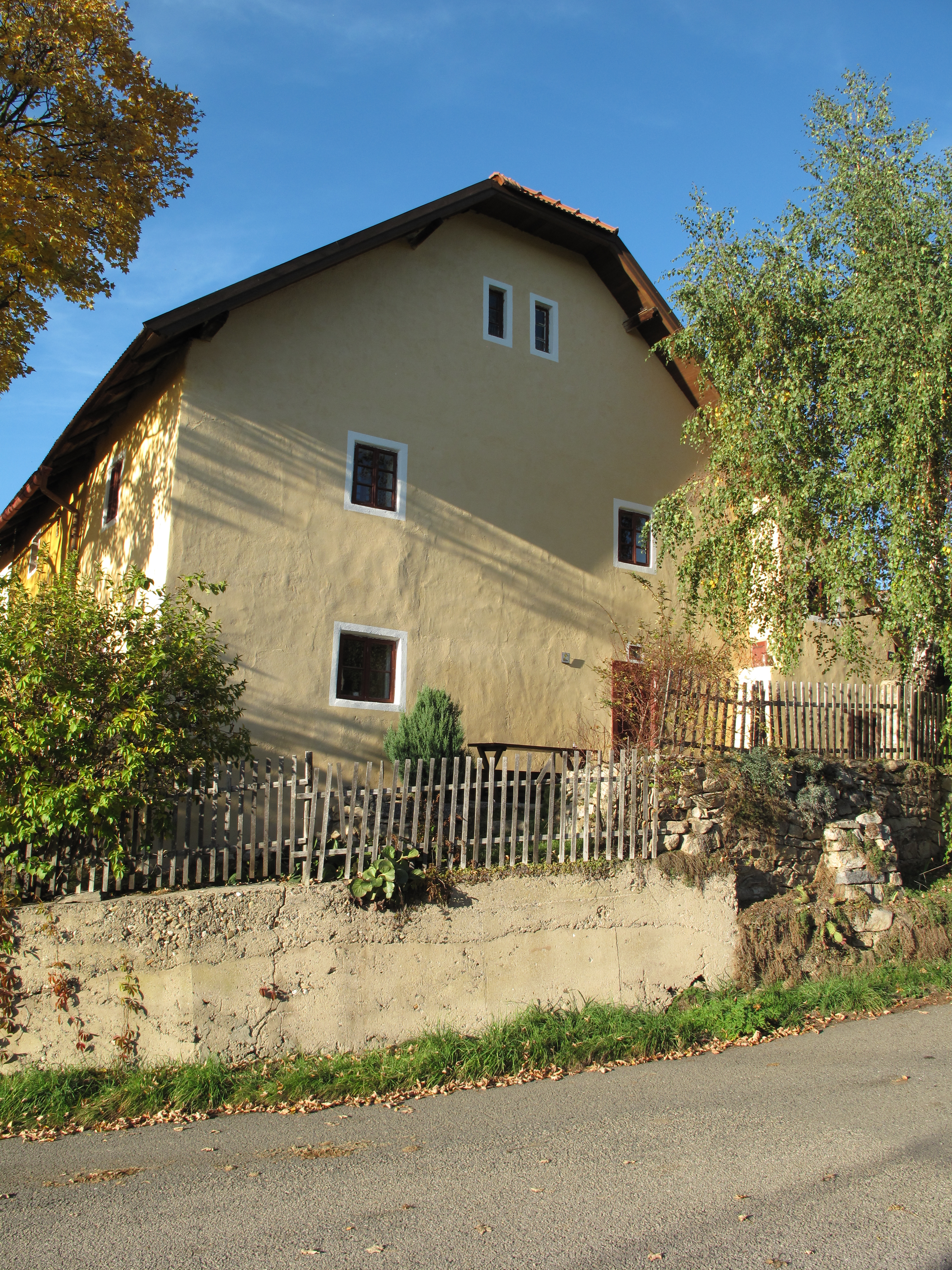
Štít bývalé tvze
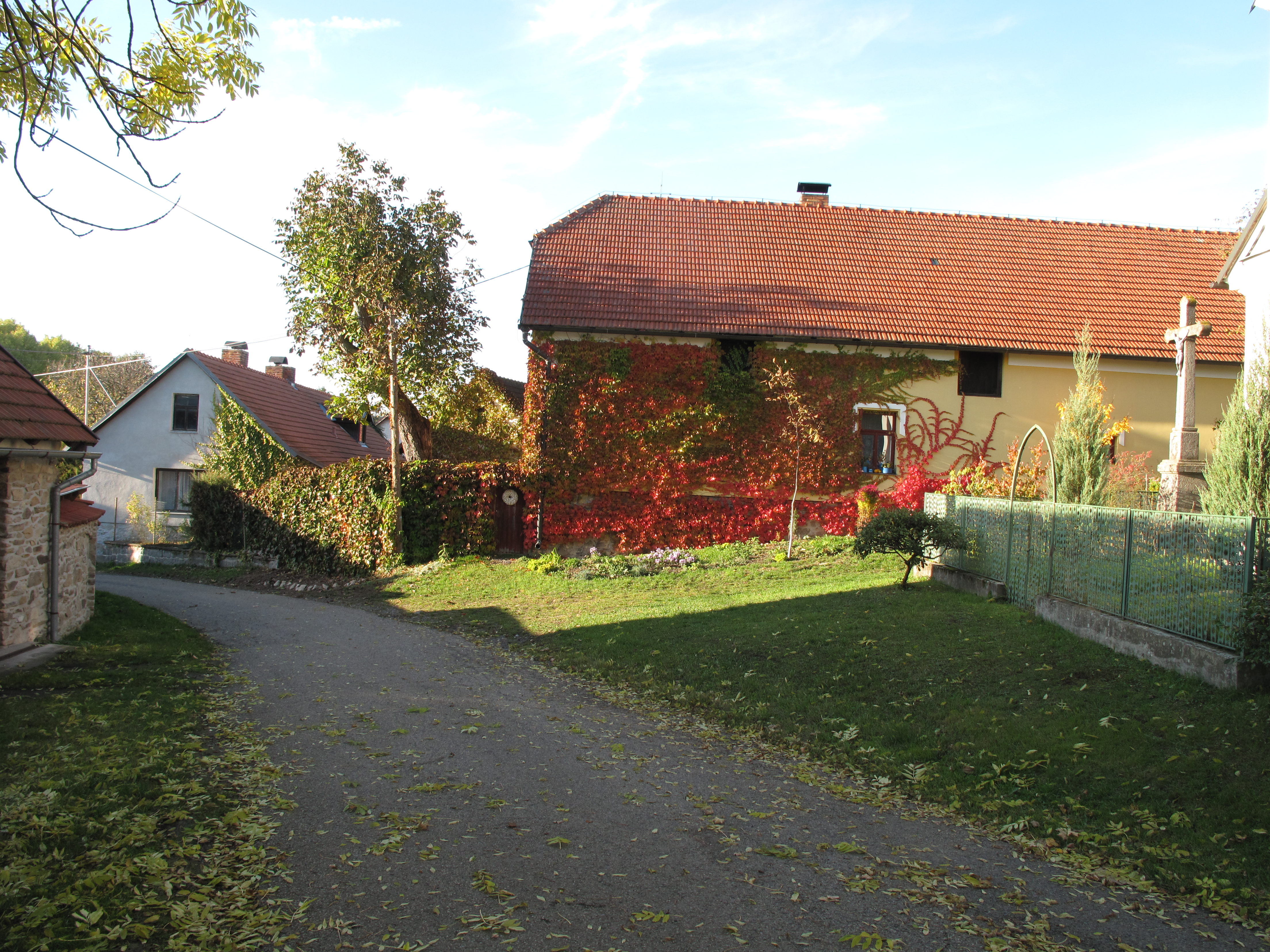
Dům s přísavníkem
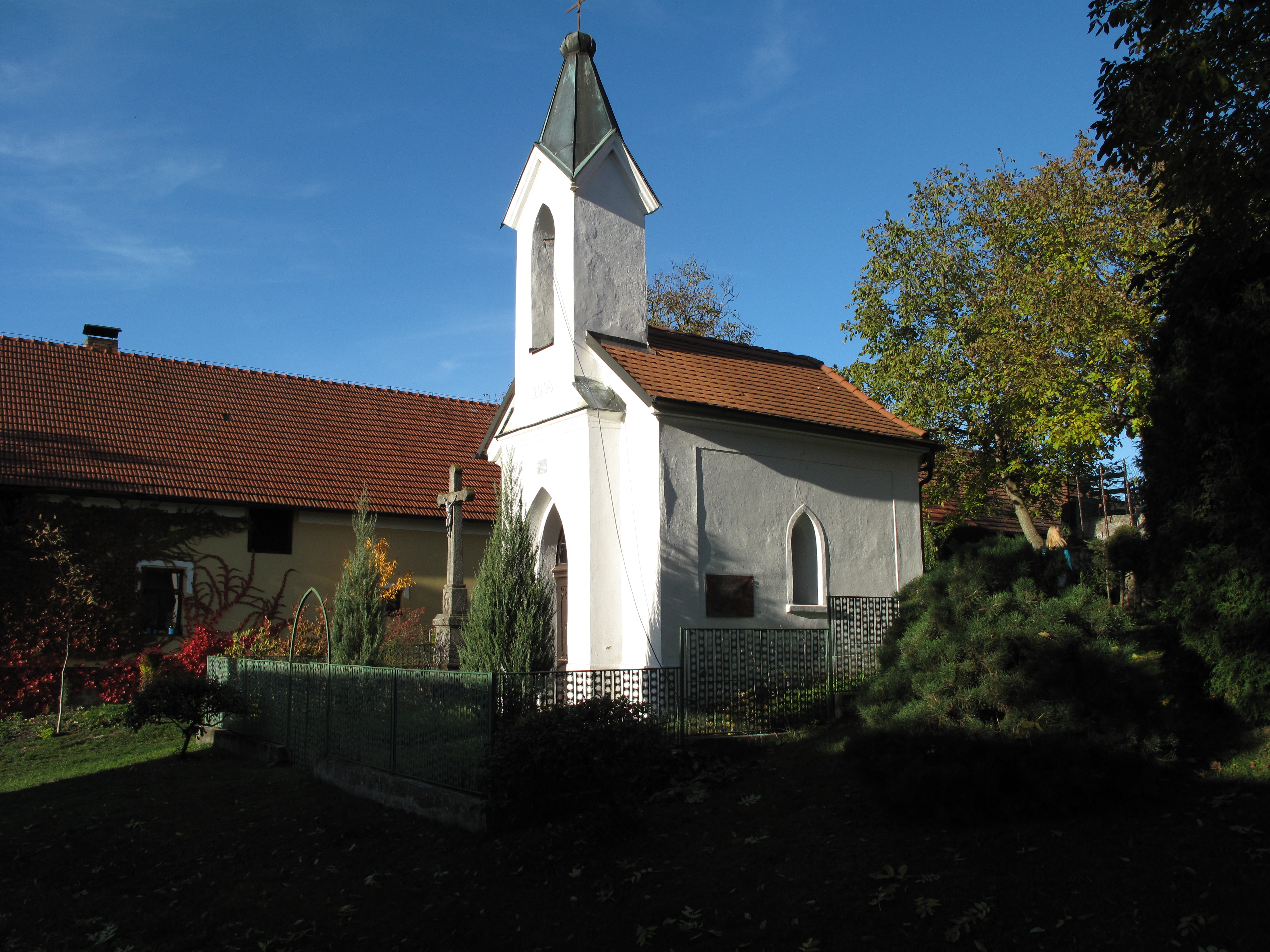
Kaplička